# High-Tech-Offensive Bayern
Die High-Tech-Offensive Bayern (HTO) war ein Projekt der Bayerischen Staatsregierung, mit dem die wirtschaftlichen und technologischen Grundlagen des Freistaates Bayern vor dem Hintergrund der Globalisierung erneuert werden sollen.

## Beschreibung
Die HTO setzt die 1994 begonnene „Offensive Zukunft Bayern (OZB)“ fort, in der 2,9 Mrd. Euro aus Privatisierungserlösen zur Verbesserung der Rahmenbedingungen für Forschung und Entwicklung in Bayern bereitgestellt wurden.
Nach dem Auslaufen der OZB 1999 wurden weitere 1,35 Mrd. Euro aus Privatisierungen für die HTO zur Verfügung gestellt, um die im Projekt definierten Schlüsseltechnologien „Life Sciences, Informations- und Kommunikationstechnologie, Neue Materialien, Umwelttechnik und Mechatronik“ auszubauen.
Das Investitionsvolumen von 1,35 Mrd. Euro verteilt sich auf ein Infrastrukturprogramm (175,4 Mio.) und vier so genannte Säulen: den „Ausbau der High-Tech-Zentren von Weltrang“ (663,6 Mio.), die Entwicklung regionaler Technologiekonzepte für die Regierungsbezirke (179,0 Mio.), ein landesweites Qualifizierungs-, Existenzgründungs- und Technologie-Infrastrukturprogramms (267,4 Mio.) sowie die Internationalisierung der HTO (65,5 Mio.).
Oliver Falck und Stefan Kipa halten den Erfolg der HTO für signifikant. Durch die Politikmaßnahme sie die Wahrscheinlichkeit zu innovieren für Unternehmen in Bayern in den fünf verschiedenen Technologiefeldern um knapp 6 Prozentpunkte gestiegen. Durch die staatlichen Investitionen im Umfang von 1,35 Mrd. Euro seien etwa 4 bis 6 Mrd. zusätzlicher Umsatz generiert worden.  München entwickelte sich ab den 1990er-Jahren zu einem international bedeutenden Hochtechnologiestandort, der häufig als Isar Valley bezeichnet wird.
Im Jahr 2019 wurde die High-Tech-Offensive durch die Hightech Agenda fortgesetzt.